# Cour des communautés
La Cour des communautés est une ancienne assemblée de la principauté de Béarn.

## Présentation
Au milieu du XIIe siècle, la Cour de Béarn plénière — ou Cour majour — convoque rarement des hommes libres non nobles. Elle conserve jusqu'à la fin du XIIe siècle un caractère aristocratique et peu indépendant du souverain. Dans un premier temps, des bourgeois sont appelés individuellement à la Cour de Béarn, dans les circonstances les plus graves. Mais, quand les communautés béarnaises se sentent assez fortes et mieux organisées, elles assemblent en même temps que la Cour de Béarn — aristocratique — des représentants élus de ces communautés pour délibérer sur les mêmes sujets séparément. 
La Cour des communautés voit ainsi le jour en 1270. Cette première réunion ne compte pas de représentants des vallées béarnaises d'Ossau, Aspe et Barétous. Plus tard, des valléens sont compris, la cour prend alors parfois le nom de Cour des communautés et des vallées. Si la Cour des communautés conserve un rôle consultatif médiocre pendant longtemps, elle accroît ses pouvoirs au début du règne de Gaston II, devenant une véritable assemblée du tiers état.
Elle est mise de côté — tout comme la Cour majour — sous le règne de Gaston Fébus. À la mort du prince en 1391, la Cour des communautés et la Cour majour fusionnent pour donner naissance aux États de Béarn.